# ASU-57
ASU-57 – działo samobieżne (niszczyciel czołgów) konstrukcji radzieckiej z okresu po II wojnie światowej. Przeznaczone do użytku w wojskach powietrznodesantowych. 
Prototyp ASU-57 powstał w 1951 roku. Pojazd miał kadłub zbudowany w dużym stopniu z aluminium. W celu obniżenia kadłuba górne płyty pancerza przedniego i tylnego mogły być składane. Pojazd wyposażony był w gąsienicowy układ jezdny z czterema kołami bieżnymi z każdej strony. Koła napędowe znajdowały się z przodu pojazdu. Gąsienice były podtrzymywane przez dwie rolki biegu powrotnego z każdej strony. W przedniej części kadłuba znajdował się układ przeniesienia mocy. Za nim po prawej stronie silnik gaźnikowy zapożyczony z samochodu osobowego Pobieda M-20 (początkowo był to silnik B-70 lub A-72, później stosowano także silniki M-20ES). Za silnikiem znajdował się odkryty przedział bojowy. Jego centralna część zajmowała armata H-51 lub H-51M, miała ona kaliber 57 mm. Można było z niej wystrzeliwać pociski odłamkowo-burzące (donośność maksymalna 6100 m) i przeciwpancerne (donośność skuteczna 1250 m). Armata miała szybkostrzelność 6-10 strz/min. Kąt ostrzału w poziomie był równy 16°, w pionie -5 do +12°. Celowniczy siedział po lewej stronie armaty. Armata wyposażona była w celownik OP2-50. Z prawej strony armaty swoje stanowiska mieli kierowca i siedzący za nim ładowniczy. W tylnej części przedziału załogi można było w razie potrzeby przewieźć do 6 żołnierzy desantu.
Działa ASU-57 znalazły się na wyposażeniu batalionów przeciwpancernych pułków powietrznodesantowych. Każdy z batalionów miał trzy baterie z sześcioma ASU-57 w każdej z nich. Publicznie działa tego typu zaprezentowano po raz pierwszy w 1957 roku w trakcie defilady z okazji Dnia Zwycięstwa. 
Od lat 60. XX wieku były uzupełniane przez ASU-85. Ostatecznie zostały wycofane z uzbrojenia w połowie lat 70. (a według zachodnich źródeł wycofano je na początku lat 90.), po wprowadzeniu na uzbrojeniu bojowych wozów desantowych BMD-1 i ich wersji wsparcia.
ASU-57 było przystosowane do zrzutu na spadochronach (podczas zrzutu działo znajdowało się na specjalnej platformie, do której mocowane były spadochrony). Ta cecha sprawiła, że nie zostało wycofane po wprowadzeniu do uzbrojenia ASU-85, które musiały być wyładowywane z samolotów lądujących na opanowanych wcześniej lotniskach.

## Użytkownicy
- Egipt – Dostarczone we wczesnych latach 60. Używane były podczas Wojny sześciodniowej.
- Etiopia
- Jugosławia
- Korea Północna
- NRD – Nationale Volksarmee dostarczono 20 Ex sowieckich ASU-57 w latach 1961-1962.
- Sahara Zachodnia – Front Polisario otrzymało nieznaną liczbę pojazdów z Libii.
- Wietnam
- ZSRR